# Shelby County (Texas)
Shelby County je okres ve státě Texas v USA. K roku 2010 zde žilo 25 448 obyvatel. Správním městem okresu je Center. Celková rozloha okresu činí 2 16 km².